# 特成額
特成額（穆麟德轉寫：tecengge），满洲镶黄旗人，钮祜禄氏，策楞第三子。清朝武官、清朝禮部尚書。
特成額受其父策楞株连被发遣西安披甲。后授三等侍卫。从征大金川土司索諾木，有功。官至領侍衛內大臣。乾隆四十三年二月己酉，接替福勒渾，擔任清朝禮部尚書，后成都將軍。由鐘音接任。特成额先后担任湖广总督、云贵总督、四川总督。因罪被逮，复起为兵部侍郎。嘉庆初年卒。